# Дворац Тиквеш
Дворац Тиквеш (Тиквешки дворац, Александров дворац, Титов дворац), је комплекс грађевина и услужних објеката с мањим, такозваним ловачким и главним дворцем на подручју Парка природе Копачки рит у Барањи, у општини Биље, Осјечко-барањска жупанија у Хрватској. Дворац се налази у шуми североисточно од насеља Биље, 2,6 км од раскрснице путева према насељима Златној Греди и насељу Тиквеш.

## Ловачки дворац
У дунавском полоју подигнут је у 19. веку мањи једноспратни ловачки дворац у шумском и ловачком комплексу Тиквеш. Дворац је највероватније дао изградити надвојвода Фридрих Хабсбуршки. До Првог светског рата служио је као летњиковац, а најчешће као ловачка кућа.

## Главни тиквешки дворац
Главни тиквешки дворац саграђен је тридесетих година 20. века за потребе династије Карађорђевића у класицистичком стилу са сецесијским ознакама. Прочеље дворца класицистички је озидано фасадном фугираном циглом, док су углови омалтерисани имитацијом камених блокова. Дворац се по етажама састоји од подрума, приземља, првог спрата и тавана. Средином 20. века саграђено је неколико зграда и услужних објеката.
После Другог светског рата у дворац је долазио тадашњи југословенски председник Јосип Броз Тито, угошћујући у њему светске државнике и водио их у лов.

## Ђорђе Карађорђевић
После хапшења 1925. године принц Ђорђе Карађорђевић интерниран је у Ловачки дворац у Тиквешу, где је, под жандармеријском стражом, држан у изолацији годину дана. Затим је пребачен у болницу за душевно оболеле, у Топоници код Ниша, у којој је у изолацији држан све док га Немци нису ослободили 1941. године.

## Галерија
- Главни дворац
- Главни дворац
- Главни дворац
- Главни дворац зими
- Капела
- Капела
- Ловачки дворац